# محمد حسين يعقوب
محمد حسين يعقوب (1956- ) داعية إسلامي سلفي مصري، له العديد من المحاضرات والمؤلفات، واشتهر بإلقائه الدروس في المساجد، وتقديم البرامج الإسلامية على القنوات الفضائية مثل: قناة الناس وقناة الرحمة الفضائية.

## مولده
ولد 1956م / 1375 هـ بقرية المعتمدية، بمركز إمبابة التابعة لمحافظة الجيزة بمصر. كان والده من المؤسسين للجمعية الشرعية لتعاون العاملين بالكتاب والسنة المحمدية في المعتمدية، وظل والده يخطب الجمعة على مدار خمسين سنة من عمره في جميع محافظات الجمهورية، وكان يطوف أيضاً لإعطاء الدروس في المساجد يومياً، وكان له درس ثابت في الفقه في مسجد الجمعية الشرعية بالمعتمدية وآخر للوعظ والتذكير.
محمد حسين يعقوب هو أكبر إخوته الذكور، وله أخت واحدة تكبره، وثلاثة إخوة ذكور أصغر منه. حصل على دبلوم المعلمين عام 1967م، وتزوج وهو دون العشرين من عمره، ثمَّ سافر إلى المملكة العربية السعودية في الفترة من (1401 - 1405هـ)، ثم عاد إلى مصر، وتكرر سفره إلى السعودية على فترات، حيث كان يعمل، ويطلب العلم، وكانت آخر رحلاته إلى المملكة عام 1411 هـ لمدة سنة تنقل فيها ما بين الرياض والقصيم.
في مصر حفظ القرآن منذ صغره في كتاتيب القرية على يد الشيخ محمود طلبة ثم الشيخ عبد العزيز الفيومي، وعمل بمركز معلومات السنة النبوية، وهو مركز يهتم بعمل قاعدة بيانات حاسوبية للأحاديث النبوية، فشارك فيها بترقيم أحاديث صحيح مسلم ومسند أحمد.
ودرس كتب ابن الجوزي وابن تيمية وتلميذه ابن القيم، والذهبي وغيرهم، ولذا يوصي بها لا سيما صيد الخاطر والتبصرة لابن الجوزي، ومدارج السالكين بين منازل إياك نعبد وإياك نستعين وطريق الهجرتين وباب السعادتين لابن القيم، وسير أعلام النبلاء للذهبي، ويرى أنَّ هذه الكتب ينبغي ألا يخلو منها بيت طالب علم.

## إجازاته
1. حصل على إجازة في الكتب الستة من أبي الأشبال الزهيري. [3]
2. إجازة في الكتب الستة من محمد أبو خُبْزة التطواني في تطوان. [3]

## شيوخه
1. عبد العزيز بن باز.
2. محمد بن صالح العثيمين، وبينهما لقاء خاص مسجل على شريط صوتي يستضيفه في مجموعة من الأسئلة.
3. عبد الله بن قعود.
4. عبد الله بن غديان، تتلمذ على يديه، وسمع جزءًا من كتاب القواعد لابن رجب الحنبلي، حين كان يدرسه في الرياض يوميًا بعد صلاة العشاء عام 1411 هـ.
5. عبد الله بن جبرين، تتلمذ على يديه عام 1410هـ لمدة ستة أشهر، كان ابن جبرين يدرس فيها كتابي فتح المجيد شرح كتاب التوحيد، وزاد المستقنع في اختصار المقنع.
6. محمد المختار الشنقيطي، زاره في بيته، ودرس على يديه جزءًا من كتاب عمدة الأحكام في الفقه الحنبلي، وكان يدرسه بعد صلاة الفجر في بيته.
7. عبد الله بن محمد الأمين الشنقيطي.
8. عطية محمد سالم، سمع منه شرحه على الورقات في أصول الفقه.
9. أبو بكر الجزائري، حضر له الشيخ عدة مجالس في التفسير بالمسجد النبوي.
10. عبد القادر شيبة الحمد، سمع منه دروسه في التفسير في المسجد النبوي.
11. أسامة محمد عبد العظيم الشافعي المصري، سمع منه محاضراته في شرح كتب ابن القيم وابن الجوزي.
12. رجائي المصري المكي، سمع منه شرح السنة للبغوي بمسجد طلاب الفقه بالقاهرة.
13. عبد المحسن العباد.
14. محمد صفوت نور الدين، رئيس جماعة أنصار السنة المحمدية.

## مصنفاته
1. كيف أتوب؟، مجموعة من المحاضرات ألقاها الشيخ عن التوبة في أثناء شرحه لتهذيب مدارج السالكين لابن القيم، وهو أول كتبه.
2. السيرة النبوية.
3. المدرسة الربانية.
4. ابن الإسلام (جزءان).
5. الأنس بذكر الله.
6. مشاريع العشر.
7. إلى الهدى ائتنا، مجموعة من المحاضرات عن الفتور عن الطاعات.
8. الأخوة أيها الإخوة، عن الحب في الله.
9. أصول الوصول إلى الله.[4]
10. أسرار المحبين في رمضان، كتاب في 400 صفحة.
11. صفات الأخت الملتزمة.
12. القواعد الجلية للتخلص من العادة السرية.
13. حرب التدخين، رسالة في بيان خطورة وأضرار التدخين وكيفية الإقلاع عنه.
14. يا تارك الصلاة.
15. الجدية في الالتزام.
16. القبر رؤية من الداخل. ويتناول أهوال القبر.
17. الخُطب، صدر منها جزءان؛ يحتوي الجزء الأول على عشر خطب، والثاني على ست خطب له.
18. منطلقات طالب العلم.
19. أمراض الأمة.
20. قصة الالتزام والتخلص من رواسب الجاهلية.

## بعد 30 يونيو 2013
شارك يعقوب بعد ثورة 25 يناير في مصر ببعض التصريحات السياسية المؤيدة للتيار الإسلامي. لكن فور إعلان البيان العسكري في 3 يوليو 2013 في مصر، قُطع البث عن القنوات الدينية: قناة الناس والرحمة والحافظ، ومنعت وزارة الأوقاف المصرية الدعاة السلفين من إلقاء الدروس والخطب المساجد، بعد قراراها بمنع الصعود المنبر لغير الأزهريين، وفي أحد المرات قام أنصار محمد حسين يعقوب قيادات الأوقاف من دخول المسجد أثناء وجوده بالمنيا وأداء الخطبة، مما جعل الأوقاف تحرر محضر ضده.
اعتزل يعقوب الحديث في الشأن السياسي، ويعيش حالياً بين مصر والسودان في رحلات دعوية. كما أسس موقعا إلكترونيا، بعنوان «المدرسة الربانية»، ينشر من خلاله دروس ومواعظ، وبين الحين والآخر. أبرز تصريحات يعقوب بعد 30 يونيو، كانت «الدعاة الكبار ممنوعون من الخطابة داخل القاهرة الكبرى من قبل الدولة».

## وصلات خارجية
- الموقع الرسمي
- صفحته على موقع طريق الإسلام
- صفحته على صوتيات إسلام ويب